# Мисюля, Никита Павлович
Ники́та Па́влович Мисю́ля (23 апреля 1990, Каунас, Литовская ССР, СССР) — российский вело- и автогонщик, мастер спорта международного класса по автоспорту и мастер спорта по велоспорту. Обладатель Кубка России по кольцевым автогонкам в зачётной группе «Лада» и победитель Кубка LADA Granta 2013 года, вице-чемпион Европы по ралли-кроссу 2014 года в классе Super 1600, чемпион России 2020 года по маунтинбайк-триалу-26 и бронзовый призёр по маунтинбайк-триалу-20 (дисциплины велотриала).

## Спортивная карьера
Никита Мисюля родился в Каунасе, Литовская ССР, СССР. Постоянно проживает в российской Самаре. Первых больших успехов он добился в велотриале. В течение нескольких лет входил в сборную России по этому виду спорта, выступал на чемпионатах Европы и мира. После чего решил заняться автоспортом.
В 2013 году дебютировал в Кубке LADA Granta, который одновременно являлся Кубком России по кольцевым автогонкам в зачётной группе «Лада» (в рамках серии RRC). Выступил за команду «МИР-ЦСКА» во всех четырнадцати гонках сезона, из которых три выиграл и стал победителем турнира с первого захода.
В начале сезона 2014 получил приглашение принять участие в «Гонке звёзд» журнала За рулём. Затем дебютировал в чемпионате Европы по ралли-кроссу, в составе немецкой команды Volland Racing в классе Super 1600. В течение 9-этапного сезона одержал две победы, и закончил первенство на втором месте. Также в 2014 году Мисюля совершал разовые выезды ещё в двух известных кольцевых турнирах. В российской серии кольцевых гонок он принял участие в московском этапе. За рулём автомобиля LADA Granta Cup проехал в первой гонке уикенда кубка России по кольцевым гонкам класса «Супер-продакшн» и финишировал на втором месте. А в чемпионате мира по гонкам на туринговых автомобилях участвовал в российском этапе, также проходившем на трассе Moscow Raceway (за команду Campos Racing на SEAT León WTCC). Стартовал в обоих заездах, в одном из которых сошел, а в другом занял шестнадцатое место.
В начале сезона 2015 во второй раз принял участие в «Гонке звёзд» журнала За рулём. Смог пробиться в финал соревнований, где занял четвёртое место. Далее участвовал в двух международных турнирах. По полной программе — в чемпионате Европы по ралли-кроссу. Первенство в классе Super 1600 в этом году состояло из семи этапов. Никита дважды поднимался на призовой подиум, оба раза на вторые места, занял итоговое четвёртое место. В перерывах между гонками ралли-кроссового первенства, стартовал в половине раундов 6-этапного кольцевого монокубка Audi Sport TT Cup, дебютного сезона данной серии. Финишировал во всех своих заездах, лучшее финишное место в заезде — восьмое.
Во время участия в чемпионате Европы по ралли-кроссу запускал необычные музыкальные видеоклипы на своём ютуб-канале, где выступал в качестве вокалиста, с целью привлечения новых спонсоров. Также в 2014 году вёл авторскую колонку на спортивном интернет-портале «Чемпионат».
После автогонок вернулся в велоспорт. В 2020 году стал чемпионом России 2020 года по маунтинбайк-триалу-26 и бронзовым призёром по маунтинбайк-триалу-20 (дисциплины велотриала).

## Статистика выступлений
| Легенда к таблице |                                                                    |
| --- | ------------------------------------------------------------------ |
| Расшифровка обозначений и цветов представлена в нижеследующей таблице. |                                                                    |
| \| Пример \| Описание \| \| ------------ \| ------------------------------------------------------------------ \| \| 1 \| Победитель \| \| 2 \| Второе место \| \| 3 \| Третье место \| \| 5 \| Финишировал, заработав очки \| \| Сход \| Не финишировал, но при этом заработал очки \| \| 12 \| Финишировал, не получив очков \| \| НКЛ \| Финишировал, но не попал в финальную классификацию \| \| 15 \| Участвовал вне зачёта, либо по отдельной классификации \| \| 18 \| Не финишировал, но попал в финальную классификацию \| \| Сход \| Не финишировал \| \| НКВ \| Не прошёл квалификацию \| \| НПКВ \| Не прошёл предквалификацию \| \| ДСК \| Дисквалифицирован \| \| ИСК \| Исключён из протокола соревнований \| \| ТТ \| Заявлен для участия только в тренировках \| \| НС \| Участвовал в квалификации, но не стартовал в гонке \| \| Т \| Травмирован или болен \| \| ОТК \| Отказ от участия \| \| НТР \| Прибыл на соревнования, но на трассу не выезжал \| \| НПР \| Был заявлен в числе участников, но не прибыл к началу соревнований \| \| О \| Соревнования отменены \| \| \| Не участвовал \| \| Поул-позиция \| \| \| Быстрый круг \| \| |                                                                    |
| Пример | Описание                                                           |
| 1 | Победитель                                                         |
| 2 | Второе место                                                       |
| 3 | Третье место                                                       |
| 5 | Финишировал, заработав очки                                        |
| Сход | Не финишировал, но при этом заработал очки                         |
| 12 | Финишировал, не получив очков                                      |
| НКЛ | Финишировал, но не попал в финальную классификацию                 |
| 15 | Участвовал вне зачёта, либо по отдельной классификации             |
| 18 | Не финишировал, но попал в финальную классификацию                 |
| Сход | Не финишировал                                                     |
| НКВ | Не прошёл квалификацию                                             |
| НПКВ | Не прошёл предквалификацию                                         |
| ДСК | Дисквалифицирован                                                  |
| ИСК | Исключён из протокола соревнований                                 |
| ТТ | Заявлен для участия только в тренировках                           |
| НС | Участвовал в квалификации, но не стартовал в гонке                 |
| Т | Травмирован или болен                                              |
| ОТК | Отказ от участия                                                   |
| НТР | Прибыл на соревнования, но на трассу не выезжал                    |
| НПР | Был заявлен в числе участников, но не прибыл к началу соревнований |
| О | Соревнования отменены                                              |
| | Не участвовал                                                      |
| Поул-позиция |                                                                    |
| Быстрый круг |                                                                    |

### Результаты выступлений в Кубке России по кольцевым гонкам

#### Зачётная группа «Лада»
| Год  | Команда    | Автомобиль      | 1       | 2       | 3       | 4       | 5       | 6       | 7       | 8       | 9     | 10      | 11      | 12    | 13      | 14      | Место | Очки |
| ---- | ---------- | --------------- | ------- | ------- | ------- | ------- | ------- | ------- | ------- | ------- | ----- | ------- | ------- | ----- | ------- | ------- | ----- | ---- |
| 2013 | «МИР-ЦСКА» | LADA Granta Cup | MRW 1 3 | MRW 2 1 | КРК 1 7 | КРК 2 1 | СМО 1 4 | СМО 2 6 | MRW 1 3 | MRW 2 4 | КАЗ 1 | КАЗ 2 4 | НИЖ 1 6 | НИЖ 2 | ТОЛ 1 5 | ТОЛ 2 8 | 1     | 200  |

### Результаты выступлений в чемпионате Европы по ралли-кроссу

#### Super1600
| Год  | Команда        | Автомобиль  | 1     | 2     | 3      | 4     | 5      | 6     | 7     | 8     | 9     | Место | Очки |
| ---- | -------------- | ----------- | ----- | ----- | ------ | ----- | ------ | ----- | ----- | ----- | ----- | ----- | ---- |
| 2014 | Volland Racing | Škoda Fabia | POR 2 | GBR 5 | NOR 8  | FIN 1 | SWE 3  | BEL 4 | FRA 2 | GER 8 | ITA 1 | 2     | 185  |
| 2015 | Volland Racing | Škoda Fabia | POR 6 | BEL 2 | GER 11 | SWE 2 | FRA 11 | BAR 4 | ITA 4 |       |       | 4     | 120  |

### Результаты выступлений в РСКГ

#### Супер-продакшн
| Год  | Команда      | Автомобиль      | 1     | 2     | 3       | 4        | 5     | 6     | 7     | 8     | 9     | 10    | 11    | 12    | 13    | 14    | 15    | 16    | Место | Очки |
| ---- | ------------ | --------------- | ----- | ----- | ------- | -------- | ----- | ----- | ----- | ----- | ----- | ----- | ----- | ----- | ----- | ----- | ----- | ----- | ----- | ---- |
| 2014 | Личный зачёт | LADA Granta Cup | СМО 1 | СМО 2 | MRW 1 2 | MRW 2 НС | НИЖ 1 | НИЖ 2 | КАЗ 1 | КАЗ 2 | КАЗ 1 | КАЗ 2 | СМО 1 | СМО 2 | СОЧ 1 | СОЧ 2 | СМО 1 | СМО 2 | 15    | 62   |

### Результаты выступлений в чемпионате мира по туринговым гонкам
| Год  | Команда       | Автомобиль     | 1     | 2     | 3     | 4     | 5     | 6     | 7     | 8     | 9     | 10    | 11         | 12       | 13    | 14    | 15    | 16    | 17    | 18    | 19    | 20    | 21    | 22    | 23    | 24    | Место | Очки |
| ---- | ------------- | -------------- | ----- | ----- | ----- | ----- | ----- | ----- | ----- | ----- | ----- | ----- | ---------- | -------- | ----- | ----- | ----- | ----- | ----- | ----- | ----- | ----- | ----- | ----- | ----- | ----- | ----- | ---- |
| 2014 | Campos Racing | SEAT León WTCC | MAR 1 | MAR 2 | FRA 1 | FRA 2 | HUN 1 | HUN 2 | SVK 1 | SVK 2 | AUT 1 | AUT 2 | RUS 1 Сход | RUS 2 16 | BEL 1 | BEL 2 | ARG 1 | ARG 2 | BEI 1 | BEI 2 | CHN 1 | CHN 2 | JPN 1 | JPN 2 | MAC 1 | MAC 2 | НК*   | 0    |

* Не квалифицирован.